# Chullpa

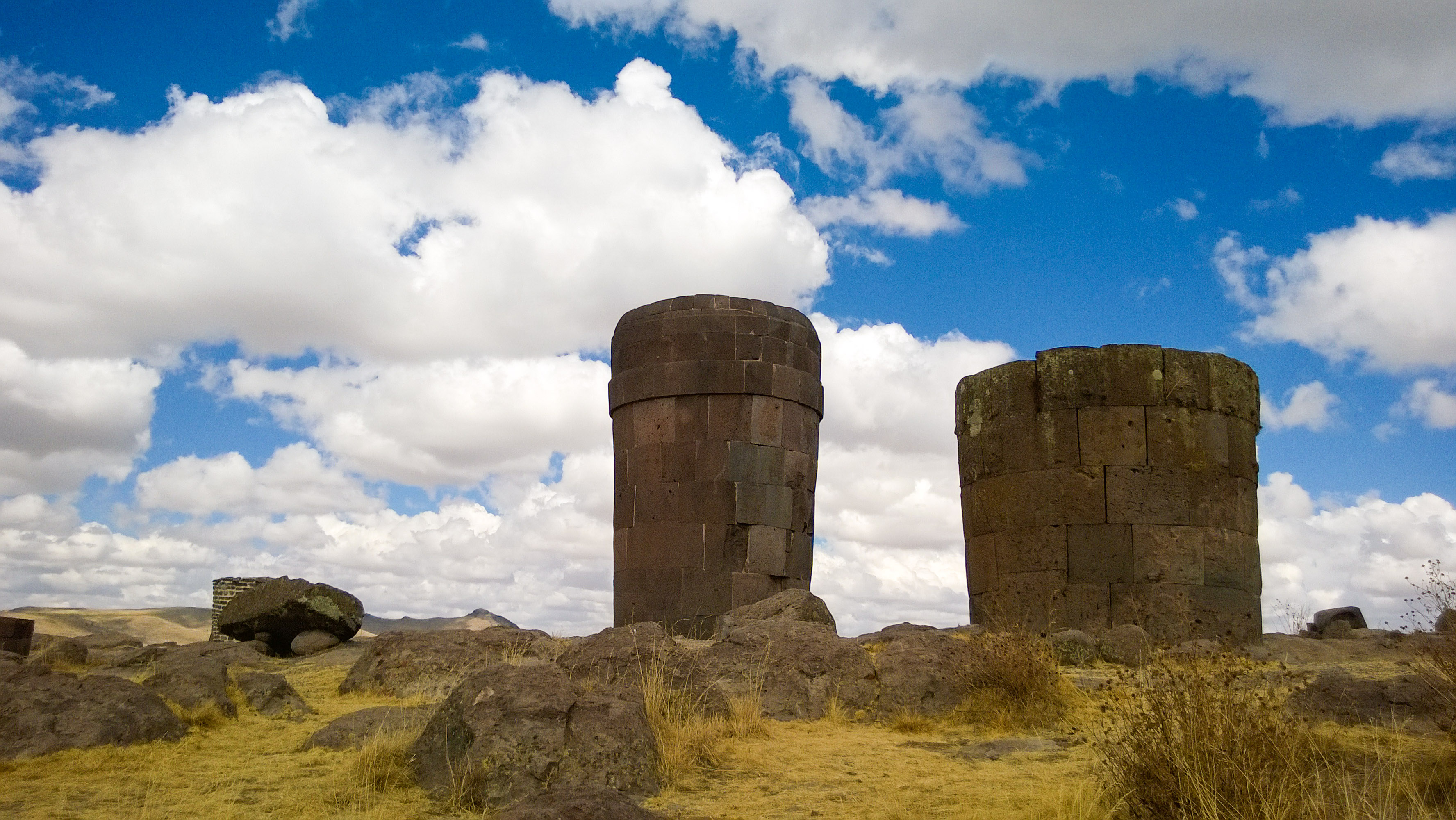
Chullpas incas en pierres massives à Sillustani, Pérou.

Une chullpa (ou chulpa) est une tour funéraire dans certaines civilisations pré-incas. La plupart sont construites en adobe ou en pierre, pour des personnages de rang social élevé. En fonction de sa région de construction et de la culture qui l'a édifiée, une chullpa peut prendre la forme d'une tour circulaire, carrée ou rectangulaire.
Le terme désignait initialement exclusivement les monuments de la culture aymara, qui s'est développée sur l'Altiplano du sud péruvien et en Bolivie,  mais par extension, il inclut aujourd'hui les tours funéraires qui ont été diffusées plus au nord sous des formes variées du VIIe siècle au XVIe siècle de notre ère.

## Origine du mot
Le terme chullpa est absent des chroniques espagnoles des XVIe et XVIIe siècles. Il apparaît pour la première fois sous la plume du diplomate français Eugène de Sartiges en 1834, puis est repris par l'archéologue américain Ephraim George Squier en 1877.
Seize ans plus tard, dans une annotation de la nouvelle édition des œuvres du jésuite espagnol Bernabé Cobo, l'explorateur et auteur Marcos Jiménez de la Espada indique que le terme correct pour désigner les monuments funéraires préhispaniques n'est pas celui, alors en usage, de chullpa, mais le mot aymara amaya-uta, qui signifie "maison du défunt". Jiménez ne propose pas l'origine du mot utilisé à son avis à mauvais escient, mais explique qu'il désigne la vannerie d'ichu ou de totora qui enveloppe les cadavres momifiés.
L'étymologie de chullpa semble indiquer que le terme n'était pas non plus en usage à l'époque pré-inca, mais qu'il s'est répandu ultérieurement pour désigner les monuments d'une aire géographique limitée, de langue aymara. Ce serait l'importance et le prestige des structures du site de Sillustani qui auraient ensuite imposé l'extension du mot au-delà de sa région d'origine.

## Chronologie

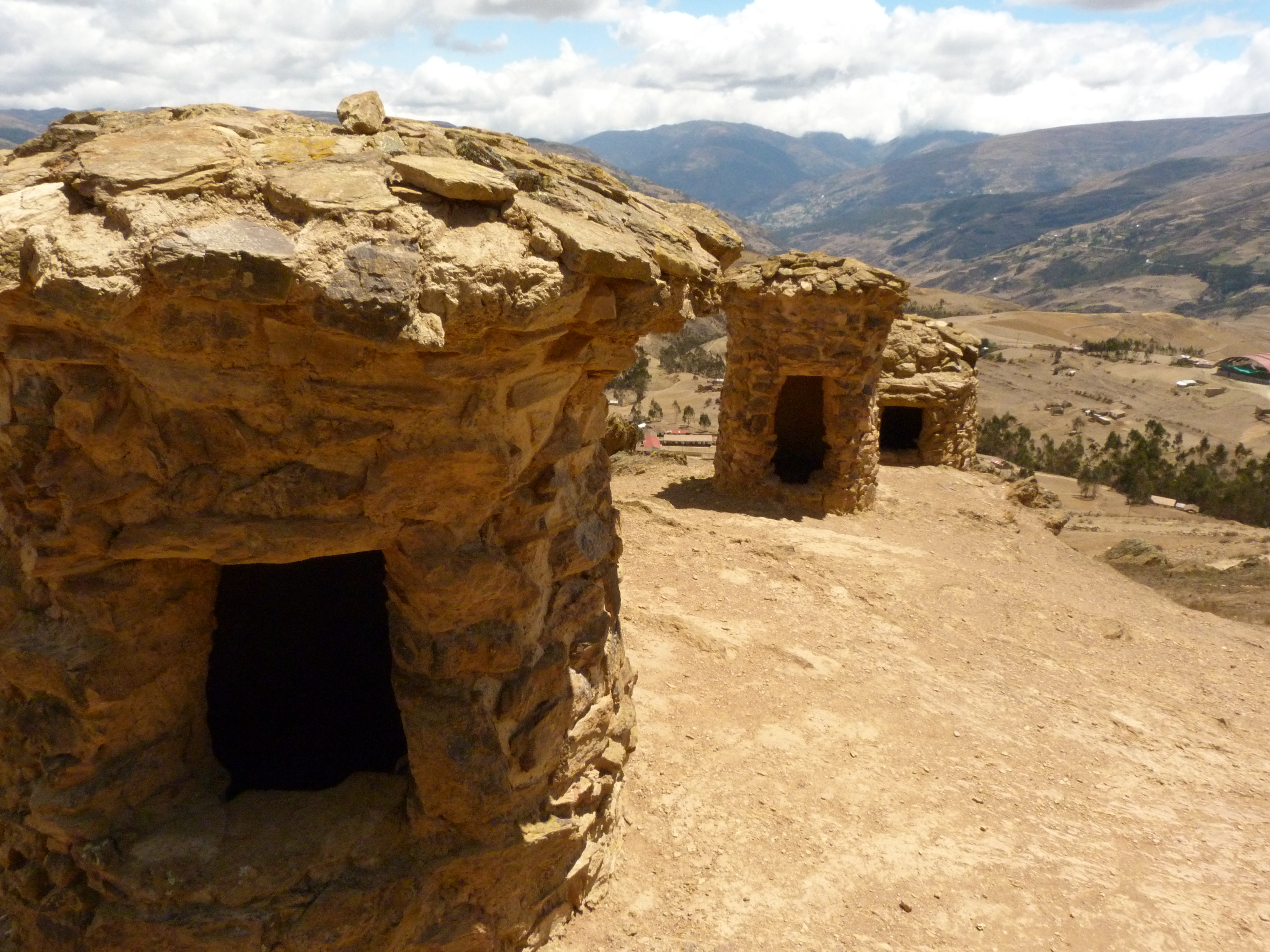
Alignement de chullpas de la culture Lupaca à Ninamarca, au sud-est de Cuzco, Pérou.

Les chullpas aymara ont été édifiées au cours de la période qui commence à la fin de l'ère Tiwanaku et finit avec la conquête de l'Empire inca, soit lors de la période intermédiaire tardive (1000-1450) et l'horizon tardif (1450-1532). Aucune céramique  typique du style Tiwanaku n'a été retrouvée à l'intérieur des sépultures, et si les chullpas les plus anciennes de la zone, celles du lac Poopó, remontent à la fin du XIIIe siècle, les datations radiométriques indiquent un développement dans la zone centrale de la culture tiahuanaco surtout à partir de 1300, soit deux siècles après la chute de cette civilisation. Les cultures alors florissantes étaient celles de Lupaca et de Qolla, et cette tradition a perduré jusqu'à la fin de l'époque inca.
Pour le chercheur John Hyslop, on peut distinguer deux phases de construction : la "phase altiplano", d'environ 1100 à 1450, caractérisée par des chullpas circulaires et basses aux murs assez grossiers, et la "phase chucuito-inca", d'environ 1450 à 1550, aux monuments plus élaborés, ornés de niches sculptées, parfois à plan carré et plus spécifiques aux élites.
Les chullpas des zones plus septentrionales du Pérou, aux formes différentes, seraient selon certains chercheurs un phénomène complètement indépendant de celui de l'altiplano. Elles sont beaucoup plus anciennes, remontant au VIIe siècle et au déclin de la culture Recuay. L'extrême diversité de leurs formes et dimensions laisse penser que dans cette zone, les chullpas n'étaient pas réservées aux élites. Le chercheur William Isbell a émis l'hypothèse que ces édifices aient pu constituer une forme de résistance à l'émergence d'une classe dirigeante s'appuyant sur l'expansion de la civilisation Huari.

## Architecture

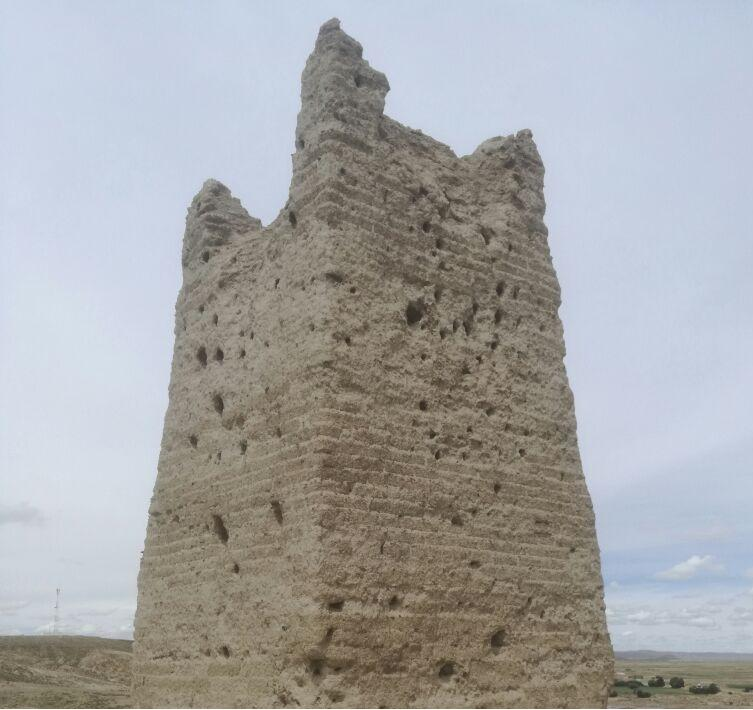
Une chullpa à plan carré à Oruro, en Bolivie.

Les chullpas mesurent entre 1,5 m et 8 m de haut, et elles sont de plan circulaire ou rectangulaire. La plupart sont construites en adobe, mais la pierre n'est pas rare non plus. Leurs dimensions, leur forme et leur style varient grandement. Leur répartition spatiale est également variable : certains monuments sont isolés, alors que d'autres constituent de véritables nécropoles, plus ou moins proches des zones habitées.
La plupart des chullpas comportent une ouverture orientée vers le soleil levant, probablement en lien avec un culte solaire, mais il en existe aussi qui ouvrent dans d'autres directions. Certains chercheurs ont émis l'hypothèse que cela pourrait être le fait de groupes ethniques différents, probablement de langue puquina.
Les tours funéraires les plus anciennes, celles de la région d'Ancash, qu'on appelle chullpas par extension, sont de plan carré et comportent à la fois une porte et une fenêtre. Leur construction a suivi la technique dite "huanca y pachilla" qui consiste à alterner des strates de grosses pierres et des strates de cailloux plats. Elles abritent plusieurs chambres mortuaires.

## Sites archéologiques
Des chullpas subsistent à travers toutes les Andes centrales et l'Altiplano autour du Titicaca, mais quelques sites sont particulièrement connus pour leur concentration de monuments. 
À Kulli Kulli, dans la province bolivienne d'Aroma, 58 chullpas sont réparties en trois groupes. Des inventaires des années 1950 en mentionnent plus encore, mais certaines ont été détériorées par le saccage systématique des pilleurs et l'incurie ou l'impuissance des pouvoirs publics. Toutes orientées à l'est, ces chullpas datent de la fin du XIIIe siècle au début du XVe siècle : les plus anciennes sont celles du site principal, alignées à peu de distance les unes des autres. C'est l'une des plus grandes concentrations de chullpas andines, ce qui laisse à penser qu'une tradition locale spécifique s'est développée autour de ces monuments.

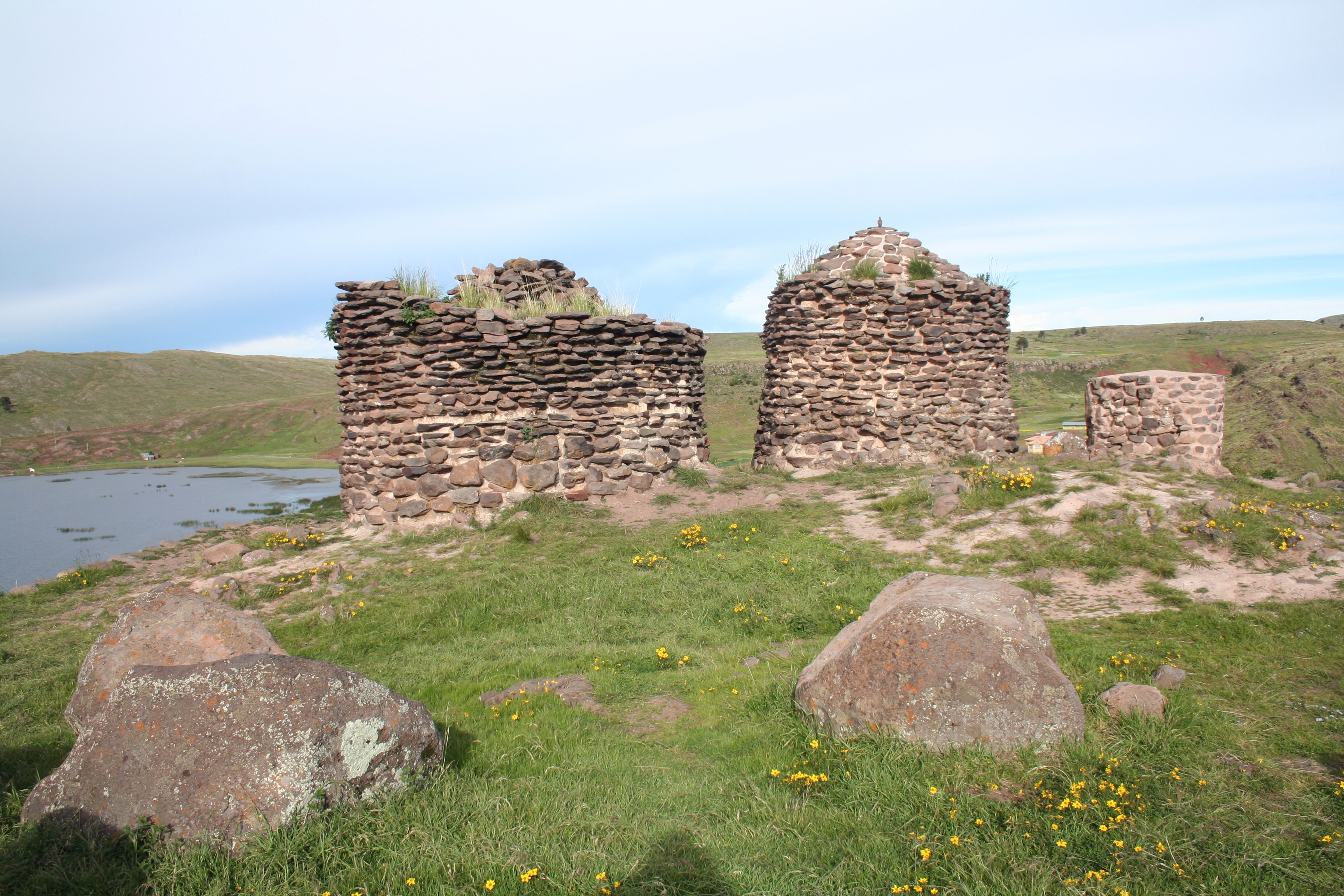
Un des groupes de chullpas sur le site péruvien de Sillustani.

À Sillustani,dans la province péruvienne de Puno, les chullpas sont regroupées sur une presqu'île du lac Umayo, à environ 4 000 mètres d'altitude, en un groupe principal et quelques groupes mineurs un peu à l'écart. Les dates de construction s'étendent sur plusieurs périodes culturelles, mais la majorité remontent à l'Empire inca. La structure la plus imposante, appelée chullpa del Lagarto ("la chullpa du lézard" en espagnol) à cause du bas-relief représentant cet animal qui l'orne, a une forme de cône tronqué renversé : la partie supérieure est plus large que la base, probablement pour des motifs  esthétiques plutôt qu'architecturaux.
Parmi les autres sites significatifs on peut citer celui de Caillama, dans la région chilienne d'Arica et Parinacota, aux plans carrés de l'intermède tardif, ou celui de Ninamarca, dans la région péruvienne de Cuzco.